# François Antoine De Bruycker
Pour les articles homonymes, voir De Bruycker.
François Antoine De Bruycker, né à Gand, le 18 novembre 1816 et mort à Anvers le 3 novembre 1882, est un peintre belge connu pour ses scènes de genre et ses peintures florales.
Au Salon de Bruxelles de 1845, il obtient une médaille de vermeil, de même qu'une médaille d'or à Amsterdam en 1862. Il forme plusieurs élèves dans son atelier anversois. Ses œuvres sont conservées au Musée royal des Beaux-Arts d'Anvers, au Musée de Groningue et au Musée des Beaux-Arts de Leipzig.

## Biographie

### Famille
François Antoine De Bruycker, né à Gand le 18 novembre 1816, est le fils de Franciscus Cornelis De Bruycker (1789-1851), chaudronnier, et de Catharina Petronella Barbier (1790-1856). Il épouse Sophie Adrienne Beausacq (1807-1876), native de Destelbergen.

### Formation
Étudiant à l'Académie de Gand, il s'établit ensuite à Anvers en 1837 et se forme auprès du peintre Ferdinand de Braekeleer.

### Carrière
Pour la première fois, François Antoine De Bruycker expose au Salon de Gand de 1838, où il obtient le second prix du concours de dessin d'après le modèle vivant, et où il expose une peinture intitulée La Chasse aux rats. Il obtient, grâce à Jeunes filles jouant à la main chaude, une médaille de vermeil au Salon de Bruxelles de 1845. Il expose au Salon de Paris de 1857 : Le Goût. À l'Exposition des maîtres vivants à Amsterdam en 1862, il obtient une médaille d'or. Représenté à l'Exposition universelle de 1878 à Paris, il est également connu en Europe pour avoir vendu Un vieux jardinier au roi de Wurtemberg en 1857.
À Anvers, où il est établi, il forme comme élèves Jean Mathysen en 1855, Henri Mochez en 1858 et Henri Dauriac en 1863.
François Antoine De Bruycker meurt, à l'âge de 66 ans, Lange Van Bloerstraat no 95 à Anvers le 3 novembre 1882.

## Œuvre

### Galerie

Le Café de l'après-midi (s.d.), Musée royal des Beaux-Arts d'Anvers.
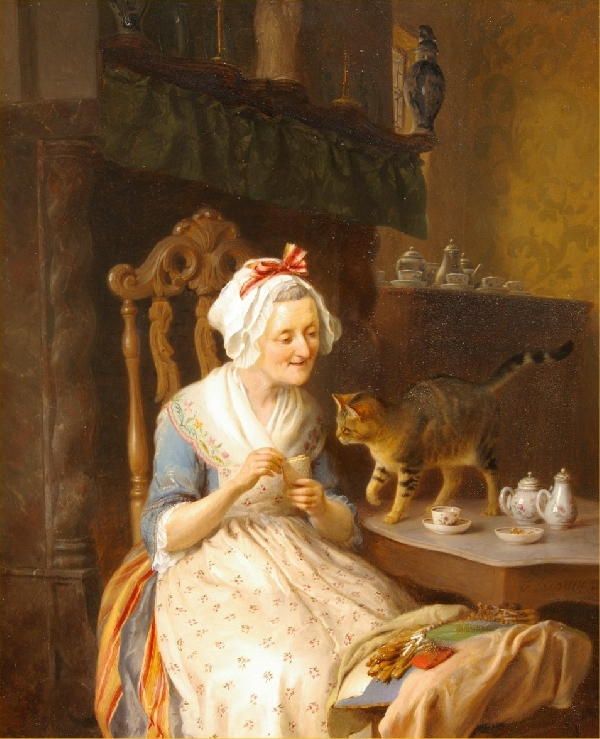
La Vieille dentellière (1845).
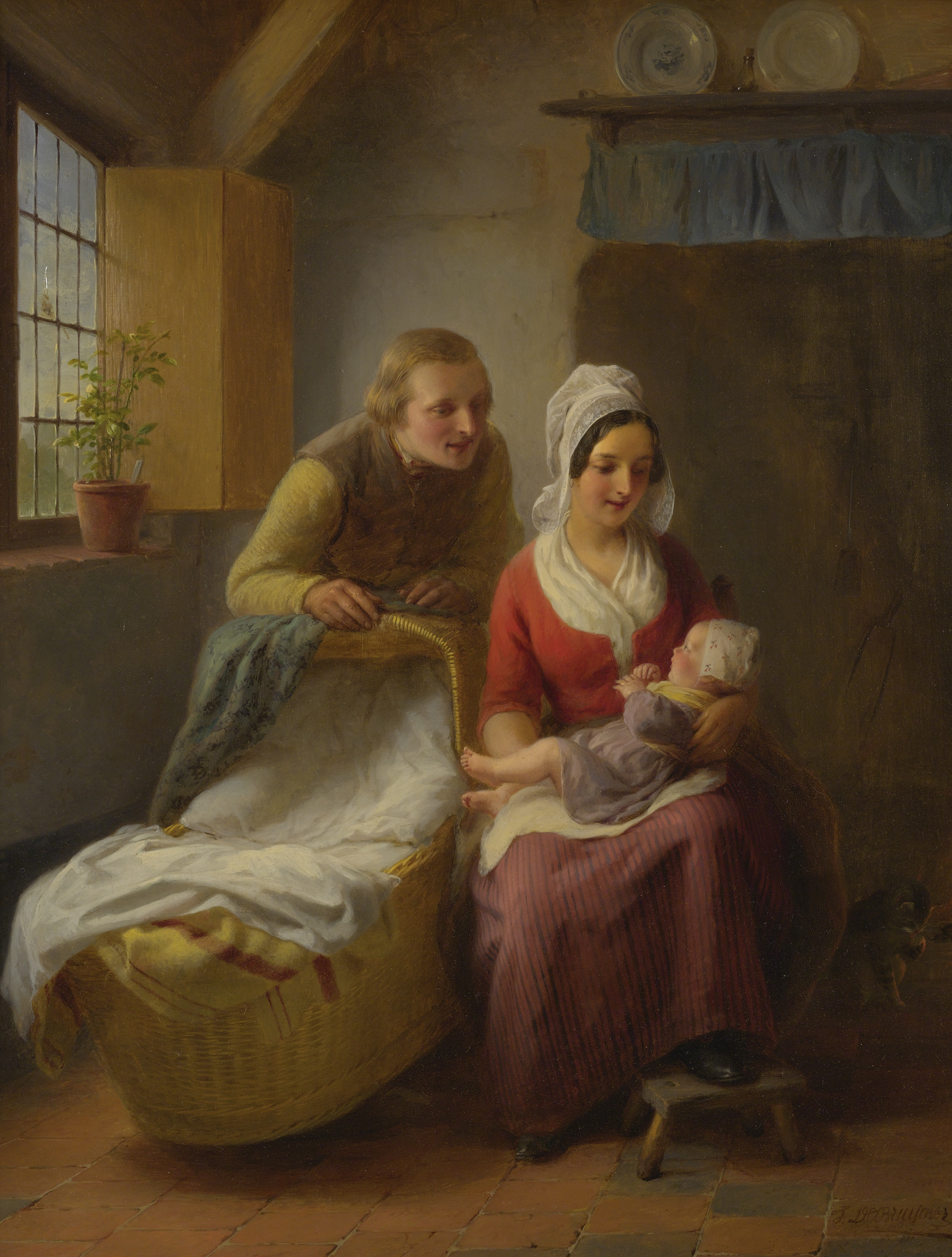
Le Premier-né.
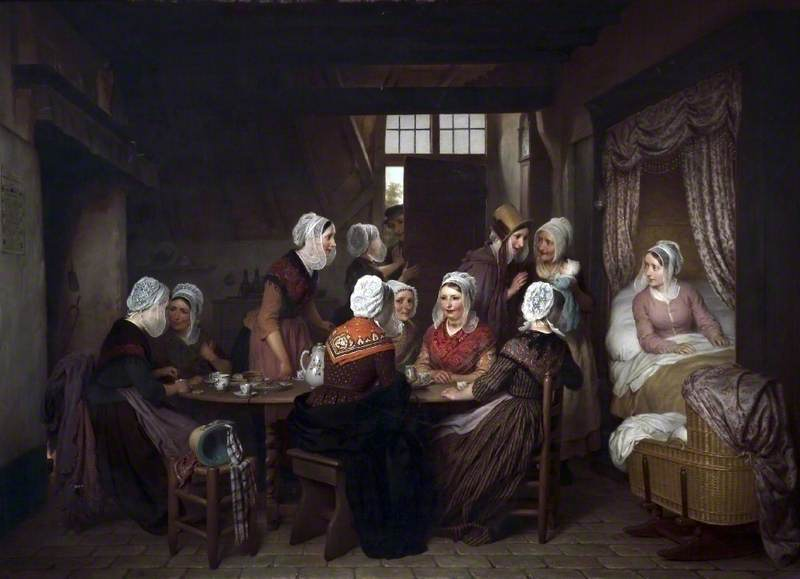
Une fête de baptême.
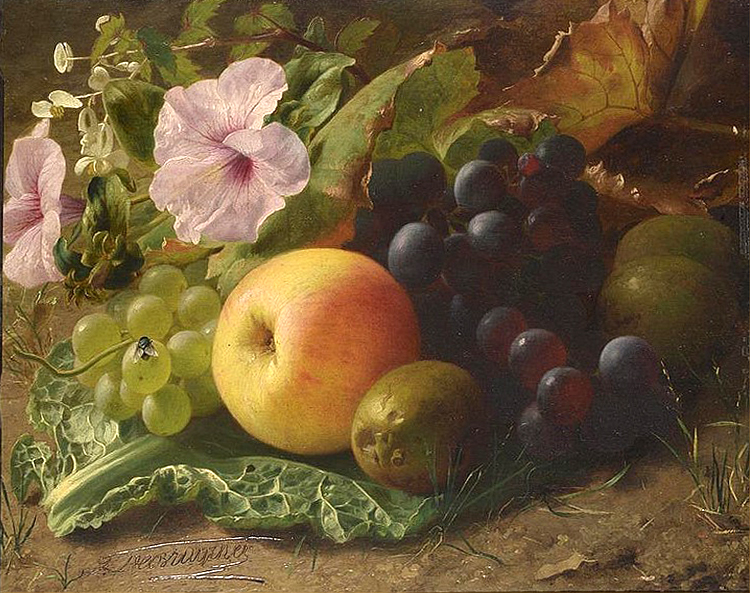
Nature morte aux fleurs et fruits.

### Caractéristiques
Son champ pictural couvre essentiellement les scènes de genre et les peintures florales.
Au Salon de Bruxelles de 1845, le critique Victor Joly est élogieux au sujet des Jeunes filles jouant à la main chaude : « Cette œuvre est animée d'une distinction de manière et d'un charme naïf et poétique, que nous trouvons trop rarement dans les tableaux de l'école anversoise. Il y a dans cette composition plusieurs têtes traitées avec un sentiment de grâce. La couleur de M. De Bruycker est riche, mais ici sa toile est quelquefois un peu molle. Ses détails et les accessoires révèlent un pinceau sûr de lui-même et un grand sentiment de la réalité ».
Au Salon d'Anvers de 1867, la revue française Journal des beaux-arts et de la littérature publie : « M. De Bruycker, malgré une tendance à trop perfectionner son travail, attire l'attention par quatre tableaux, dont le meilleur est L'Esclave blanc. Cette scène est rendue avec une exactitude de cœur qui fait venir des larmes aux yeux. Voilà de la peinture qu'on peut appeler humanitaire. Il y a là une leçon et une œuvre d'art ».

### Expositions

#### Belgique

##### 1838 - 1849
- Salon de Gand (XVII) de 1838 : La Chasse aux rats[4].
- Salon d'Anvers de 1840 : Intérieur ; des enfants s'amusent à agacer un chat[11].
- Salon de Gand (XVIII) de 1841 : Le Nid de moineaux[12].
- Salon de Bruxelles de 1842 : Paysage ; site montagneux et Vue prise dans les Flandres[13].
- Salon d'Anvers de 1843 : L'Amoureux suranné et Les Hannetons[14].
- Salon de Bruxelles de 1845 : Une dentellière, En as-tu souvenance ? et Jeunes filles jouant à la main chaude (médaille de vermeil)[15].
- Salon d'Anvers de 1846 : Une espièglerie[16].
- Salon de Bruxelles de 1848 : Apprêts pour le marché et Bonheur maternel[17].
- Salon d'Anvers de 1849 : Le Papillon[18].

##### 1850 - 1869
- Salon de Bruxelles de 1851 : Une scène de la vie privée de la famille d'Orléans en 1786[19].
- Salon d'Anvers de 1852 : Prenez-la[20].
- Salon de Bruxelles de 1854 : L'Attente[21].
- Salon d'Anvers de 1855 : Le Larcin, Désir de jeune fille et Portrait[22].
- Salon de Bruxelles de 1857 : Le Printemps, Lise, la fileuse, Le Vieil horticulteur et Le Goût[23].
- Salon d'Anvers de 1858 : Fleurs et fruits, La Fille du jardinier et Fruits[24].
- Salon de Bruxelles de 1860 : Le Printemps et Lise la fileuse[25].
- Salon d'Anvers de 1861 : La Veuve, Une serre et La Grand-mère[26].
- Salon d'Anvers de 1864 : Portrait de M. Bourla, membre du corps académique d'Anvers, La Leçon imposée, Reinaert de Vos, La Visite des grands-parents et L'Ouvrière[27].
- Salon de Bruxelles de 1866 : Nous nous aimons grand-mère[28].
- Salon d'Anvers de 1867 : Douces caresses, Triste réveil, L'Esclave blanc et Le libre échange[29].
- Salon de Gand (XXVII) de 1868 : La Politique[30].

##### 1870 - 1882
- Salon d'Anvers de 1870 : Foire aux chevaux à Saint-Amand[31].
- Salon de Gand (XXVIII) de 1871 : N'y touchez pas ![32].
- Salon de Bruxelles de 1872 : Les Poussins et Au printemps[7].
- Salon d'Anvers de 1873 : La Visite du voisin et Les Caladium[33].
- Salon de Bruxelles de 1875 : Souvenir et L'Épine[34].
- Salon d'Anvers de 1876 : Une leçon de botanique, L'Épine et Mes aventures[35].
- Salon d'Anvers de 1882 : La Fête de famille et La Confiance forcée.

#### France
- Salon de Paris de 1857 : Le Goût[6].

#### Pays-Bas
- Exposition des maîtres vivants d'Amsterdam en 1842 : Une noce paysanne aux environs de Gand, costumes du XVIIIe siècle[36].
- Exposition des maîtres vivants de La Haye en 1843 : Un intérieur de maison avec figures[36].
- Exposition des maîtres vivants de Rotterdam en 1844 : Un vendeur de poisson[36].
- Exposition des maîtres vivants de La Haye en 1857 : Partir[36].
- Exposition des maîtres vivants de La Haye en 1863 : Les Petits voleurs[36].
- Exposition des maîtres vivants d'Amsterdam en 1868 : Le Jardinier et Les Amoureux des livres[36].
- Exposition des maîtres vivants d'Amsterdam en 1871 : Tes bénédictions, chère mère[36].

### Collections muséales
- Musée royal des Beaux-Arts d'Anvers, Le Goûter (s.d.), huile sur bois, format 35 × 26,5cm, inventaire no 1035[37].
- Musée de Groningue[3].
- Musée des Beaux-Arts de Leipzig : Enfant jouant avec un chat (avant 1858), huile sur bois, format 40 × 32 cm[3].